# Hiện tượng Lazarus
Hiện tượng Lazarus hay hội chứng Lazarus được định nghĩa là hiện tượng hệ tuần hoàn hoạt động trở lại một cách tự phát sau khi các nỗ lực hồi sức cấp cứu bất thành. Hội chứng này được đặt theo Lazarus của Bethany - người theo Tân Ước được Jesus hồi sinh 4 ngày sau khi qua đời. Kể từ năm 1982, khi hiện tượng Lazarus lần đầu tiên được mô tả, cho tới nay, y văn thế giới đã ghi nhận 38 trường hợp có hội chứng này.
Hiện tượng này xảy ra rất hiếm và nguyên nhân không được hiểu rõ. Một giả thuyết cho hiện tượng này cho là yếu tố chính (mặc dù không phải là duy nhất) là sự tích tụ áp suất trong ngực như là kết quả của việc hồi sức tim phổi (CPR). Việc thư giãn áp lực sau khi các nỗ lực hồi sức đã kết thúc được cho là cho phép trái tim mở rộng, kích hoạt các xung lực điện của tim và khởi động lại nhịp tim. Các yếu tố khác có thể là sự tăng kali máu hoặc dùng epinephrine liều cao.